# 11 Brygada Artylerii (II RP)
11 Brygada Artylerii (XI BA) – brygada artylerii Wojska Polskiego II RP.
11 Brygada Artylerii została sformowana z jednostek artyleryjskich przybyłej do Polski Armii Polskiej we Francji gen. Józefa Hallera. Dowództwo brygady zostało utworzone z dowództwa artylerii dywizyjnej 2 Dywizji Strzelców i razem z oddziałem sztabowym przynależało do baterii zapasowej 12 Kresowego pułku artylerii polowej w Stanisławowie.

## Dowódcy brygady
- ppłk Kazimierz Dzierżanowski (od 9 X 1919[1])
- gen. ppor. Paweł Cyrus-Sobolewski (do 2 VI 1920)
- płk art. Maurycy Mansch de Leoney (od 4 VI 1920)
- płk art Jan Suzin (do 23 X 1920)[2]

## Organizacja brygady w końcu 1919 roku
- dowództwo XI Brygady Artylerii
- 11 Kresowy pułk artylerii polowej
- 11 Kresowy pułk artylerii ciężkiej

Brygada nie posiadała artylerii ciężkiej. 11 pap posiadał osiem baterii, z których dwie (6 i 8) przydzielone były do Dywizji Górskiej, natomiast 5 bateria przebywała w głębi kraju.